# Auriol Dongmo
Auriol Dongmo Mekemnang (Ngaoundéré, Camerún, 3 de agosto de 1990) es una deportista camerunesa que compite por Portugal en atletismo, especialista en la prueba de lanzamiento de peso.
Ganó una medalla de oro en el Campeonato Mundial de Atletismo en Pista Cubierta de 2022, una medalla de plata en el Campeonato Europeo de Atletismo de 2022 y tres medallas en el Campeonato Europeo de Atletismo en Pista Cubierta entre los años 2021 y 2025.
En los Juegos Europeos de Cracovia 2023 consiguió una medalla de oro en la prueba de lanzamiemto de peso. Participó en dos Juegos Olímpicos de Verano, en los años 2016 y 2020, ocupando el cuarto lugar en Tokio 2020, en su especialidad.

## Palmarés internacional
| Representando a Portugal             |                          |                   |        |
| Campeonato Mundial en Pista Cubierta |                          |                   |        |
| Año                                  | Lugar                    | Medalla           | Prueba |
| 2022                                 | Belgrado (Serbia)        | Medalla de oro    | Peso   |
| Juegos Europeos                      |                          |                   |        |
| Año                                  | Lugar                    | Medalla           | Prueba |
| 2023                                 | Chorzów (Polonia)        | Medalla de oro    | Peso   |
| Campeonato Europeo                   |                          |                   |        |
| Año                                  | Lugar                    | Medalla           | Prueba |
| 2022                                 | Múnich (Alemania)        | Medalla de plata  | Peso   |
| Campeonato Europeo en Pista Cubierta |                          |                   |        |
| Año                                  | Lugar                    | Medalla           | Prueba |
| 2021                                 | Toruń (Polonia)          | Medalla de oro    | Peso   |
| 2023                                 | Estambul (Turquía)       | Medalla de oro    | Peso   |
| 2025                                 | Apeldoorn (Países Bajos) | Medalla de bronce | Peso   |